# Giovanni Battista Palumba
Ne doit pas être confondu avec Maître IB.
Giovanni Battista Palumba, également connu sous le nom de Maître IB avec un oiseau (ou l'oiseau, etc.), est un graveur italien actif au début du XVIe siècle, réalisant à la fois des gravures et des xylographies ; on lui en attribue généralement respectivement 14 et 11 (des divergences mineures existent, Konrad Oberhuber et Mark J. Zucker rejettent une gravure de Vénus et Cupidon),. Il semble être venu de l'Italie du Nord, mais a ensuite travaillé à Rome. Il s'est spécialisé dans les sujets de la mythologie gréco-romaine, ainsi que dans les inévitables sujets religieux.
Malgré sa production relativement faible, il est considéré comme un artiste sophistiqué, dont le style montre un certain nombre d'influences et de changements qui reflètent la prise de conscience des courants de style artistique au début de la Haute Renaissance,. Les estampes signées sont généralement datées d'environ 1500-1511,.
On lui attribue également diverses gravures sur bois pour des illustrations de livres avant et après les années 1500, bien que toutes soient rejetées par certains ; il est généralement accepté comme l'auteur d'un dessin conservé au British Museum lié à son impression de Leda et le cygne, avec leurs enfants.

## Patronyme
Son ancien nom vient du monogramme avec lequel la plupart de ses estampes sont signées, les initiales « IB » suivies d'un petit dessin d'un oiseau ressemblant à un pigeon. Le mot italien palumbo signifie « pigeon » (le nom latin du pigeon ramier est Columba palumbus), et en latin l'initiale de Giovanni (« Jean » en français) est I, pour Iohannes,. Il ne doit pas être confondu avec le Maître IB, un graveur allemand actif à Nuremberg vers 1523-1530.

Exemples
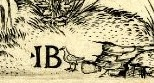
Priape et Lotis.
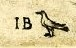
Viol d'Europe.
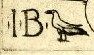
Personnification de Roma.
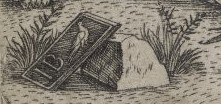
Léda et le cygne, avec leurs enfants.

## Identification et faits biographiques connus

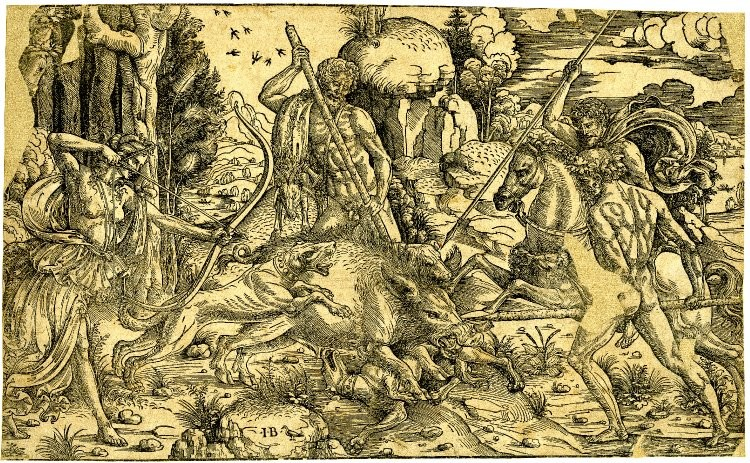
Atalante et Méléagre chassant le sanglier de Calydon, gravure sur bois, la plus grande de Palumba (270 × 445 mm) et peut-être l'estampe la plus aboutie.

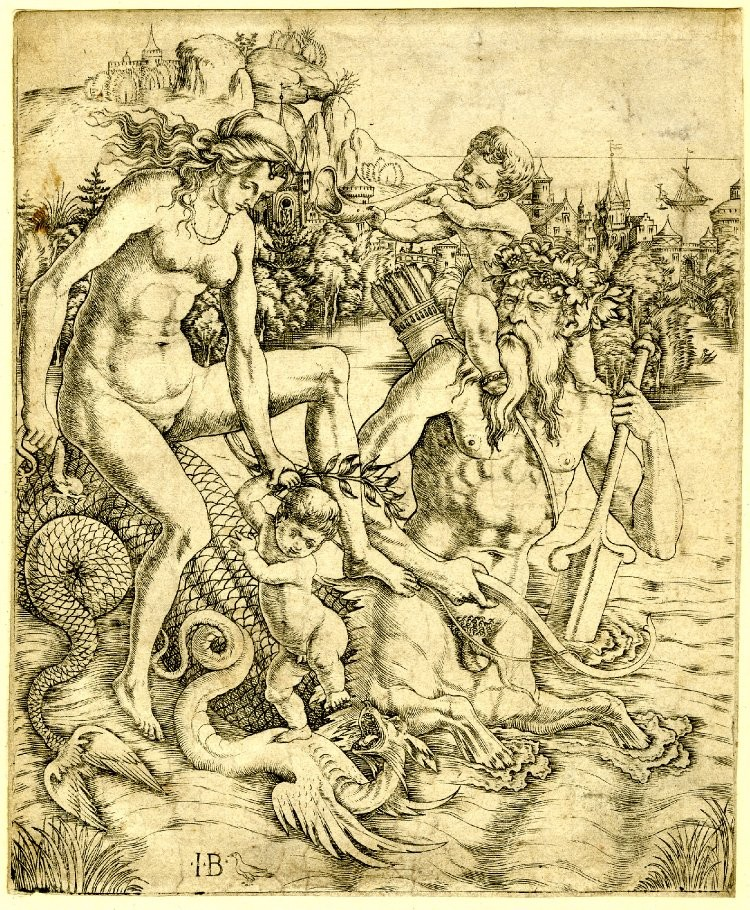
Famille de tritons.

Maître IB avec un oiseau est connu depuis longtemps ; il est catalogué par Adam von Bartsch. Au XVIIIe siècle, le célèbre collectionneur d'estampes Pierre-Jean Mariette suppose déjà que le monogramme cache un nom à signification aviaire tel que « Joannes Baptista Palumbus » et en 1923, Arthur Mayger Hind spécule : « On pense à Passeri [ moineau] ou Uccello [oiseau] comme noms de famille possibles ». Au XIXe siècle, un artiste de Modène appelé Giovanni Battista del Porto est considéré par beaucoup comme le maître IB avec un oiseau. Dans les années 1930, James Byam Shaw, qui publie sur les estampes, pense qu'il pourrait s'agir de Jacopo Ripanda, connu comme peintre et dessinateur d'estampes de vieux maître de Bologne, qui se mélange au milieu humaniste romain que reflètent les estampes ; ripanda est un terme italien désignant un oiseau aquatique,,,,.

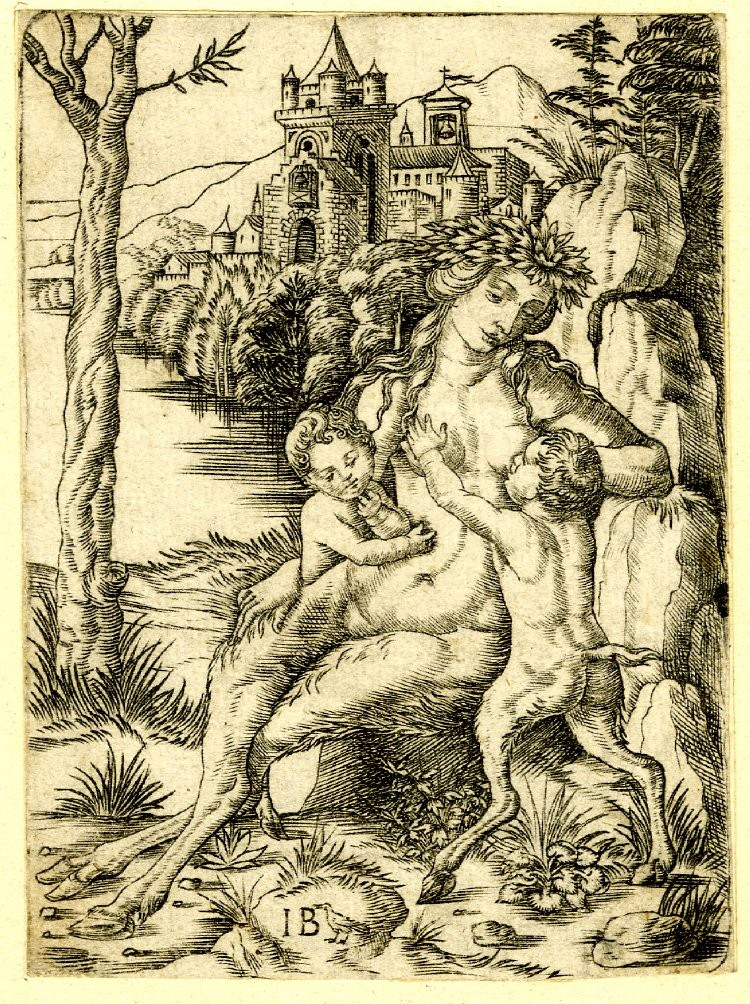
Une Satyre et ses enfants.

La question est réglée en 1936 lorsque Augusto Campana publie une glose dans un manuscrit de poésie d'Evangelista Maddeleni dei Cappodiferro à la bibliothèque apostolique vaticane qui identifie Palumba en se référant à son impression de Léda et le Cygne  ; cette identification est maintenant universellement acceptée,. Campana date l'épigramme sur la Leda à 1503, sur la base de la séquence du manuscrit, mais Konrad Oberhuber plaide pour une date autour de 1508-10, basée sur le style de l'estampe elle-même et sa proximité avec les estampes datables de cette période de Marcantonio Raimondi.
L'identification du « Maître IB » avec un oiseau avec Palumba n'apporte presque aucune information biographique supplémentaire car il n'y a pas d'autres documentions où il est formellement nommé. Le même manuscrit du Vatican attribue à Palumba un portrait peint d'un serviteur sicilien, peut-être du cardinal Giovanni Colonna (1456-1508). Un Pietro Paolo Palumba, qui publie des estampes à Rome datées entre 1559 et 1584, se décrit comme « Palumbus successeur Palumbi ».
Extrapolant à partir des influences stylistiques visibles dans les estampes, on pense qu'il a eu une formation à ou près de Milan ou de Bologne, certains affirmant que des illustrations de livres gravés sur bois non signées publiées là-bas ou à Saluces entre 1490 et 1503 sont de lui. Hind pense qu'une des premières gravures « avec son arrière-plan en niellage, suggère une formation d'orfèvre » et qu'« il semble téméraire de dogmatiser sur la localité d'un esprit aussi éclectique ». L'orfèvrerie est une formation commune pour les graveurs, la technique étant d'abord utilisée pour le travail du métal et fait partie de leur formation normale. Cette première période est suivie d'un déménagement à Rome vers 1503 ; une estampe montre quelques « monstres de la nature » qui sont à la mode en 1503. Les dates estimées pour ses tirages indépendants se terminent autour de 1510, bien que les portraits d'Illustrium Imagines soient de quelques années plus tard, s'ils sont les siens.

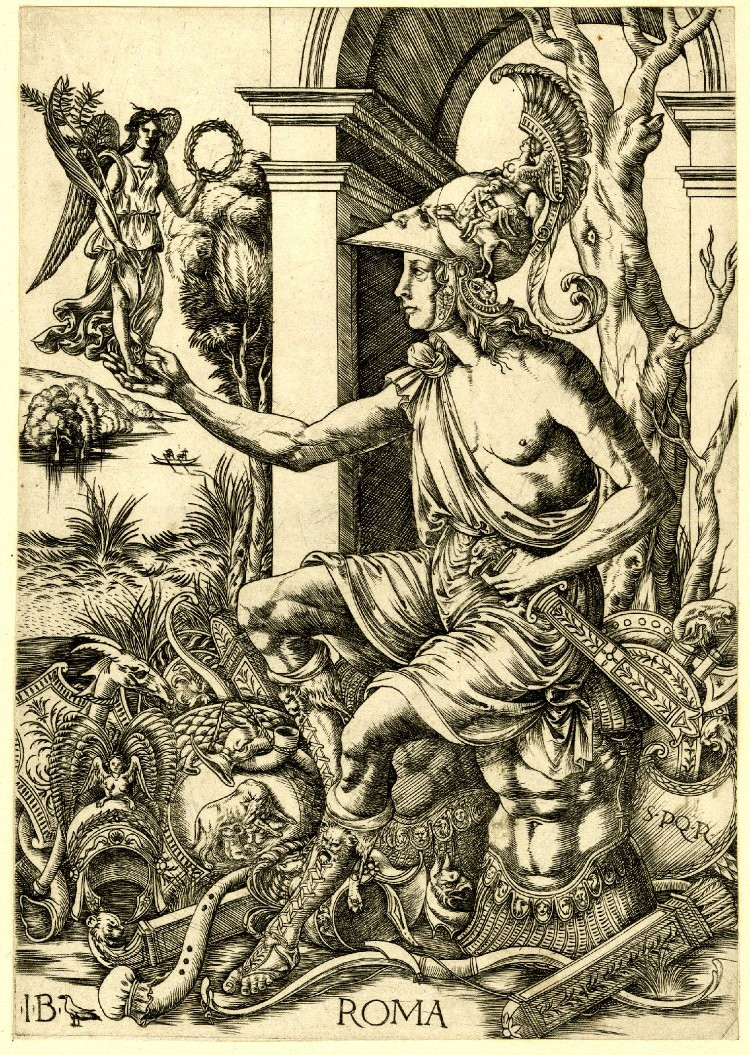
Personnification de Rome.

Palumba est également proposé comme l'auteur de la longue série de portraits de tête de profil imaginés de personnages célèbres dans l'Illustrium Imagines d'Andrea Fulvio (1517), bien que cette idée soit rejetée par d'autres écrivains. Il est proposé par Campana comme l'auteur d'autres illustrations de livres gravés sur bois publiés à Venise et à Sienne entre 1521 et 1524, bien que Arthur Mayger Hind soit en désaccord. Konrad Oberhuber conclut qu'« Il semble être clair, au moins, qu'après environ 1510–11, la production de gravures sur bois et de gravures uniques de Palumba cesse. »
Un dessin du British Museum de Leda et le cygne, avec leurs enfants avait été attribué à Giorgione, Le Sodoma, et « Anonyme: école Milanaise », avant que l'attribution de Hind à Palumba ne soit généralement acceptée. La composition est très similaire à la gravure du même sujet (à l'envers), tout comme le style et l'ambiance, bien que l'arrière-plan et les détails mineurs dans les poses des personnages soient différents,,.

## Estampes et style
A cette période, les graveurs travaillent généralement les plaques pour leurs dessins, on suppose que Palumba fait de même. Inversement, comme beaucoup ou la plupart des concepteurs de gravures sur bois, il n'a probablement pas coupé les blocs lui-même ; certaines de ses gravures sur bois ont d'autres initiales, vraisemblablement celles de tailleurs de blocs spécialisés. Il semble avoir pratiqué les deux techniques tout au long de la période des estampes à monogrammes. Une seule gravure sur bois tardive en clair-obscur de saint Sébastien existe, avec une ligne et un bloc d'un ton, une estampe « vraiment picturale », très précoce pour l'Italie,,.
De nombreuses estampes considérées comme relativement anciennes présentent des espaces vides, en particulier dans les arrière-plans de paysage, comme les estampes d'Albrecht Dürer, en particulier celles des cinq dernières années du XVe siècle ; celles-ci ont été largement diffusées dans le nord de l'Italie et ont eu une influence forte et immédiate sur de nombreux graveurs,,,. Les sujets religieux sont pour la plupart considérés comme anciens, une gravure sur bois de la Crucifixion présentant de nombreuses similitudes avec la peinture d'Andrea Solari (aujourd'hui au musée du Louvre) est réalisée à Milan en 1503,.
Hormis Dürer, qui est invariablement le premier nommé, de nombreux autres artistes sont cités comme l'ayant influencé : Andrea Mantegna, Nicoletto de Modène, l'école de peinture de Bologne en général, Le Sodoma, Baldassarre Peruzzi, Francesco Francia,, Marcantonio Raimondi, Andrea Solario, les sculpteurs vénitiens, Cesare da Sesto, Antonio Pollaiuolo, Cristofano Robetta (en), Filippino Lippi, Pinturicchio, Jacopo Ripanda et Luca Signorelli. Oberhuber fait écho à Hind en le qualifiant d'« extrêmement éclectique, mais il s'approprie toujours ses motifs de telle manière que les sources ne sont pas faciles à identifier ». Ses emprunts à Léonard de Vinci sont discutés. À son tour, Leo Steinberg attribue à la Famille des faunes la première apparition du motif de la « jambe manquante (...) sous sa forme canonique » ; il rapproche ce motif, représentant l'intimité sexuelle, aux œuvres ultérieures de Raphaël et de Michel-Ange.
Un certain nombre d'estampes suivent la mode d'imaginer les variétés d'humanoïdes de la mythologie classique dans leur vie familiale, déjà établie par Dürer, Jacopo de' Barbari et d'autres. Les gravures de Palumba incluent des familles de tritons, de faunes et de satyres, bien que dans la plupart des cas, les femmes et les enfants semblent anatomiquement humains. Ces estampes et d'autres « reflètent le goût de l'antique, mêlé à un sentiment de bizarrerie et de beauté délicate » de Filippino Lippi, Pinturicchio, Peruzzi et Ripanda. Il s'intéresse également aux transformations ovidiennes avec deux empreintes de Léda, et d'autres d'Europe emportée, et Actéon à moitié transformé.
La chronologie approximative proposée par Friedrich Lippmann dans un article de 1894 sur les gravures sur bois est restée largement acceptée ; Oberhuber se contente d'y ajouter les xylographies. Les tirages sont divisés en étapes ou groupes chronologiques, de A à E.
Ses gravures sur bois ont été décrites, par Mark McDonald comme « parmi les plus importantes produites en Italie (Rome) au cours des premières années du XVIe siècle », mais la plupart des imprimeurs italiens d'estampes indépendants (par opposition aux illustrations de livres) préfèrent utiliser la gravure. Les exceptions incluent Titien, qui a expérimenté des gravures sur bois (exécutées par d'autres, mais avec ses encouragements) au cours de ces années. La taille inhabituelle de leurs gravures sur bois constitue un lien entre les deux artistes. De 270 × 445 mm et gravé sur un seul bloc, Atalante et Méléagre chassant le sanglier de Calydon utilise la gravure sur bois à la limite de ce qui est techniquement faisable ; la plupart des gravures sur bois de cette taille utilisent plusieurs blocs. Il existe une mode, principalement en Allemagne, pour des gravures sur bois encore plus grandes, qui sont conçues comme des peintures murales, soit collées sur les murs, soit montées sur des textiles comme les peintures chinoises.

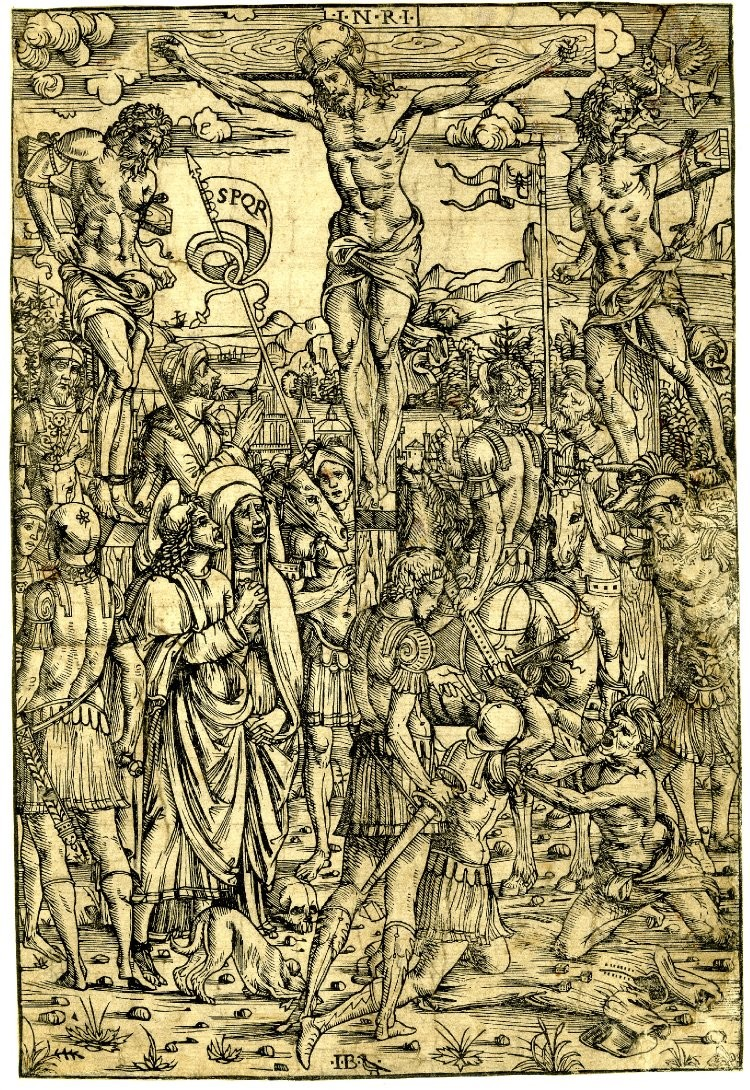
Crucifixion du Christ.
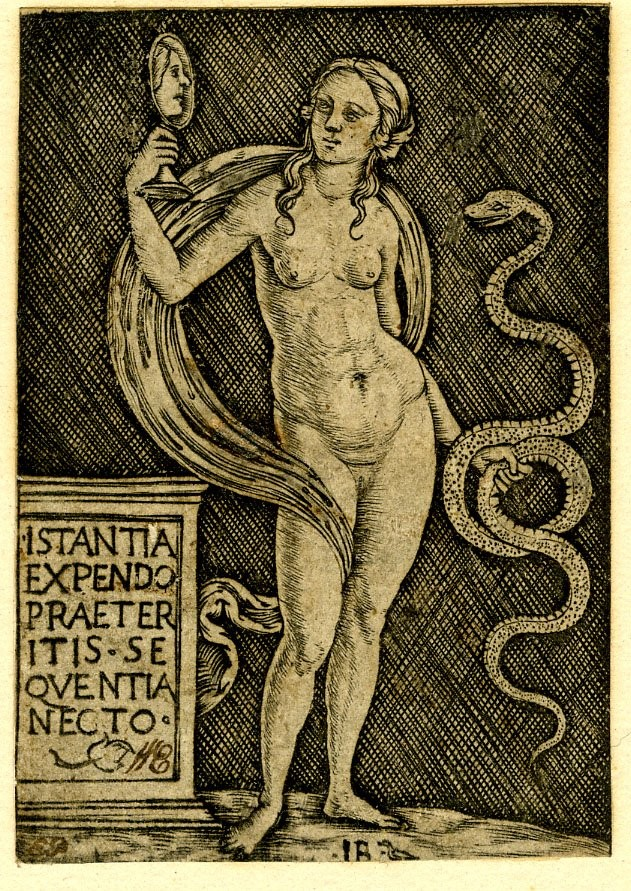
Prudence, ou Prévoyance.
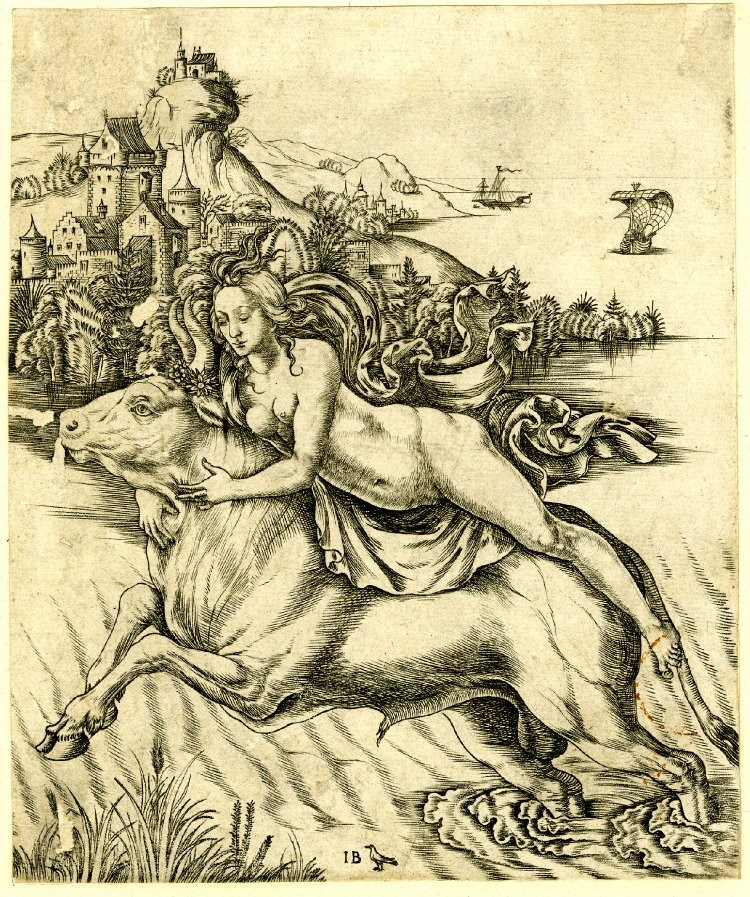
L'Enlèvement d'Europe.
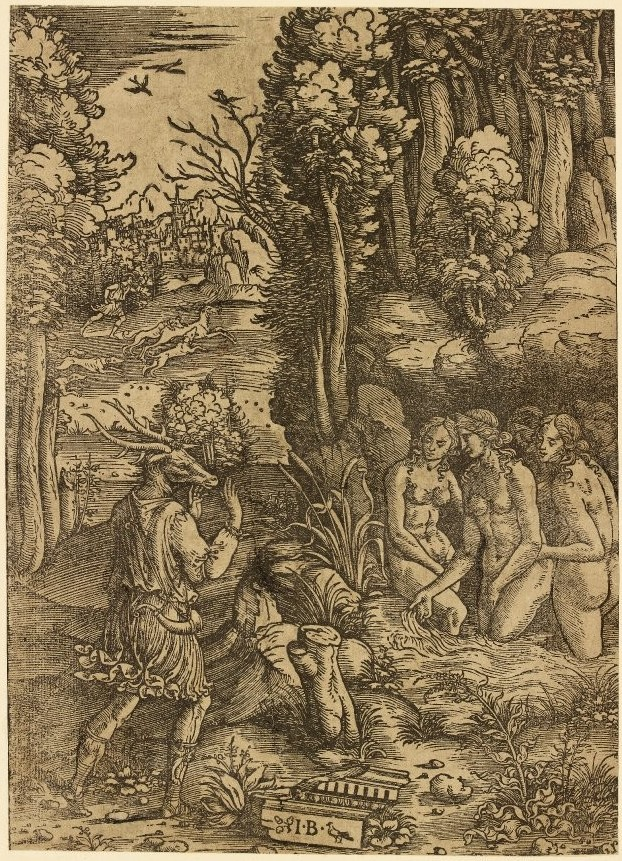
Diane et Actéon.
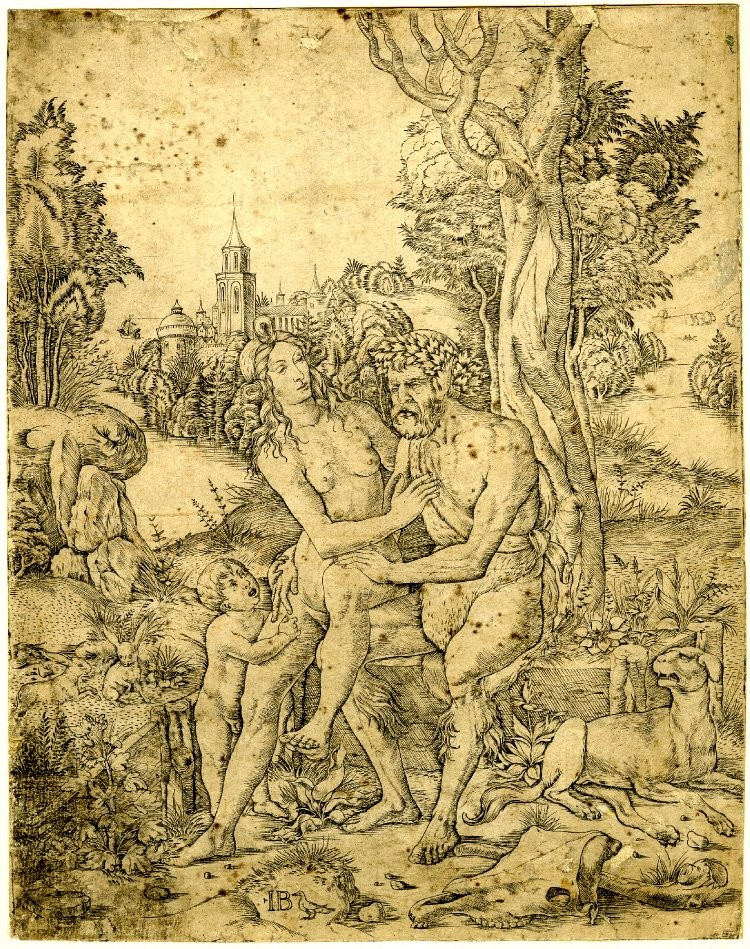
Famille de faunes.
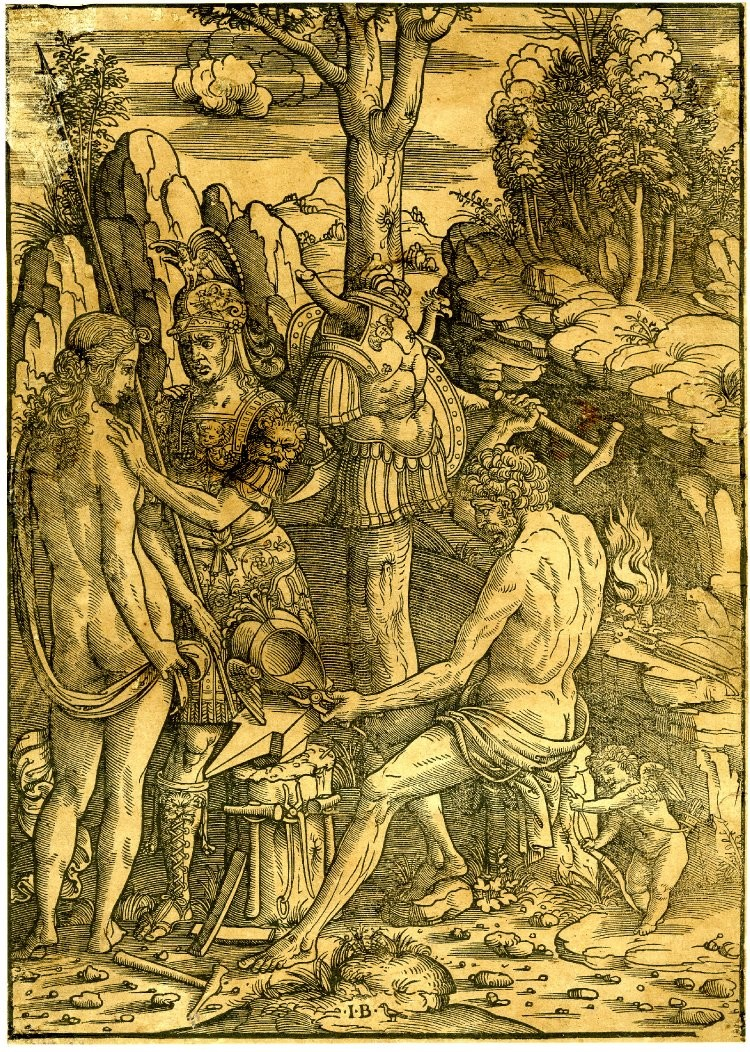
Forge de Vulcain, avec Mars, Vénus et Cupidon.
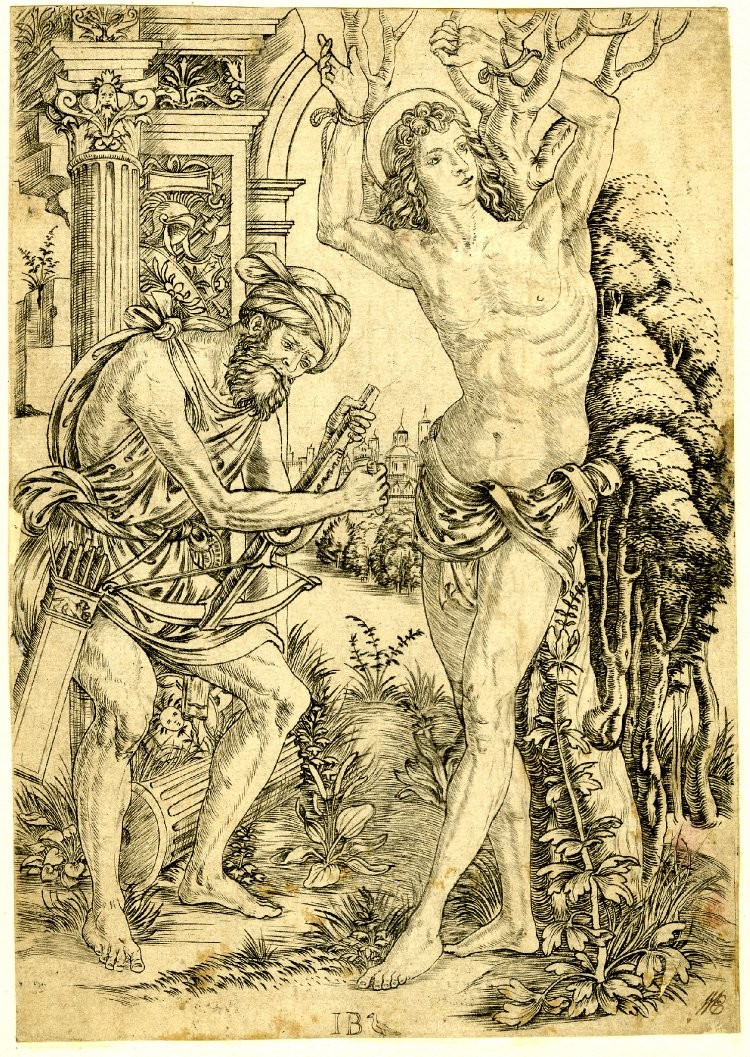
Martyre de saint Sébastien.
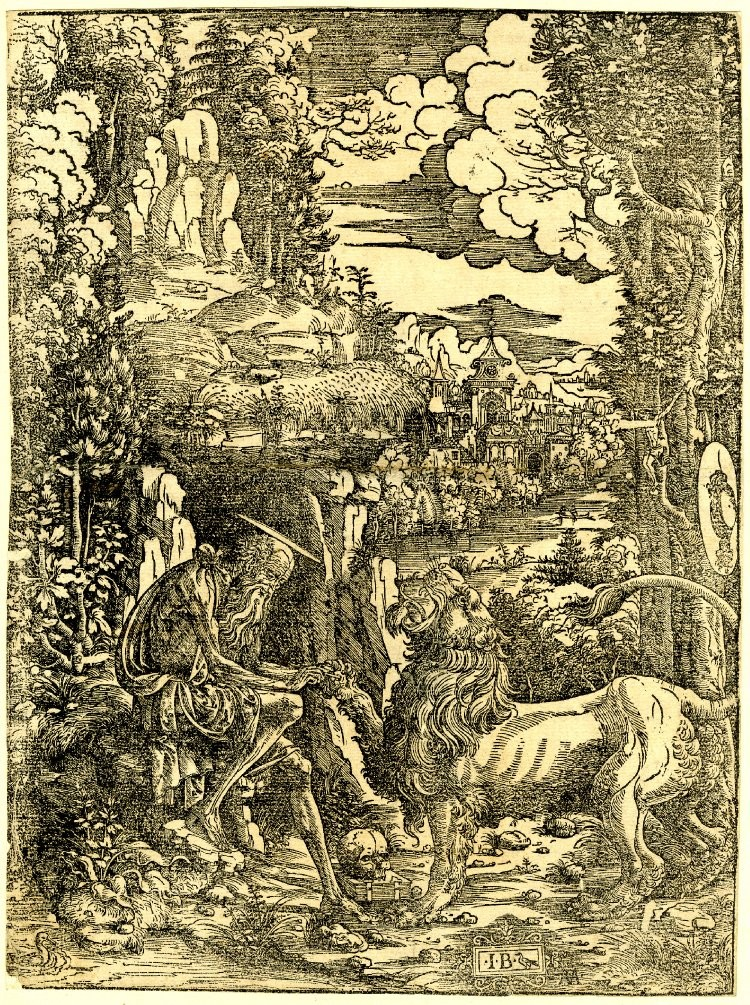
Saint Jérôme avec le lion.

## Léda et Léonard

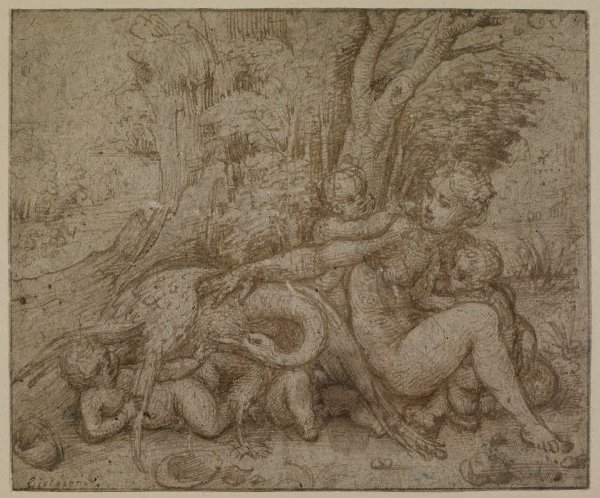
Léda et le cygne, avec leurs enfants, dessin, British Museum.

Léda et le cygne est un sujet qui correspond au goût de Palumba en la matière ; il le grave deux fois. À l'époque, le sujet est à la mode et un certain nombre d'artistes en font des représentations. Le premier est attribué dans le stade D de Lippmann, peut-être vers 1508, et montre le couple faisant l'amour avec enthousiasme dans un paysage. La seconde figure dans l'étape E, peut-être vers 1510, et est l'une de ses dernières estampes les plus appréciées. Le dessin du British Museum se rapporte clairement à l'estampe et est « provisoirement attribuable à la propre main de Master IB »,.
Léda est également un sujet de Léonard de Vinci, qui travaille sur « une série de thèmes et de variations sur le sujet de Léda et de ses enfants » centré sur deux compositions, dans la période approximative de 1503-1510 ; elles présentent toutes les deux les enfants dans certaines versions. Ni l'une ni l'autre ne survivent en tant que peintures de Léonard, mais il existe un certain nombre de dessins pour les deux de l'artiste, et des copies à l'huile, en particulier de la deuxième composition où figure Léda. Aucune des compositions de Palumba n'emprunte directement à Leonard, mais la seconde « s'approprie les idéaux stylistiques créés par Leonard », et « dans sa forme finale, représente une fusion harmonieuse de Leonard et Dürer ». Selon Giorgio Vasari, le disciple de Léonard, Cesare da Sesto, est à Rome, probablement vers 1508-1509, ce qui est une voie possible pour la prise de conscience apparente de Palumba des conceptions de Léonard.
Dans le dessin, l'arrière-plan est un bouquet d'arbres et de rochers « à la Dürer », mais dans l'estampe, il est remplacé par la célèbre ruine romaine connue sous le nom de temple de Minerve Medica, en fait un nymphée, étant donné le cadre côtier inventé,. Dans l'estampe « le nu féminin d'inspiration classique et les putti qui l'accompagnent s'arrangent dans le genre de configuration pyramidale étroitement liée universellement associée aux principes du dessin italien de la Haute Renaissance ».

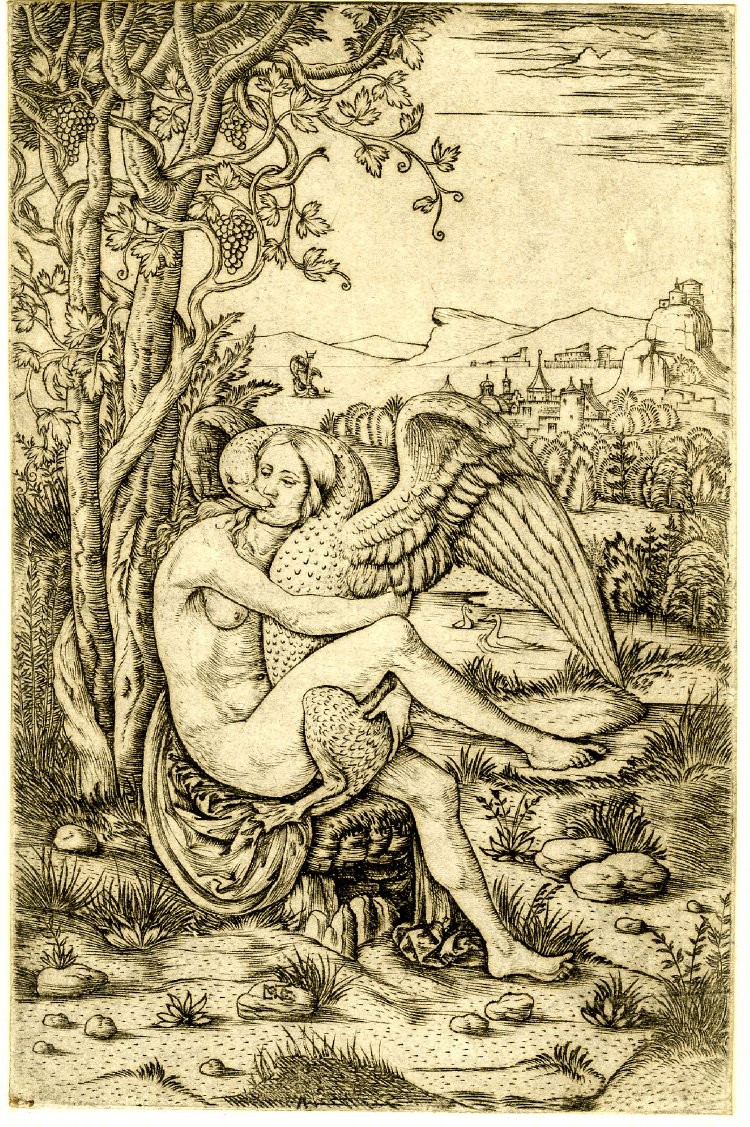
Léda et le cygne, gravure.
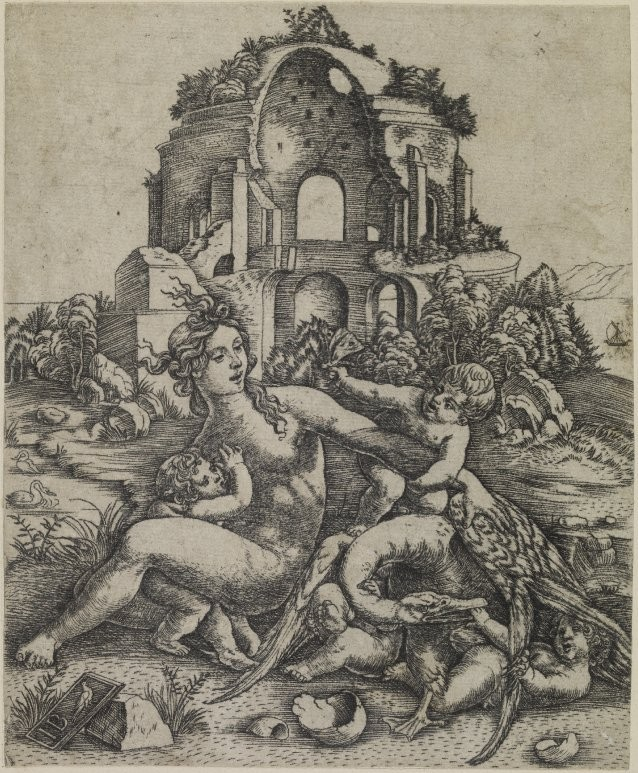
Léda et le cygne, avec leurs enfants, gravure.
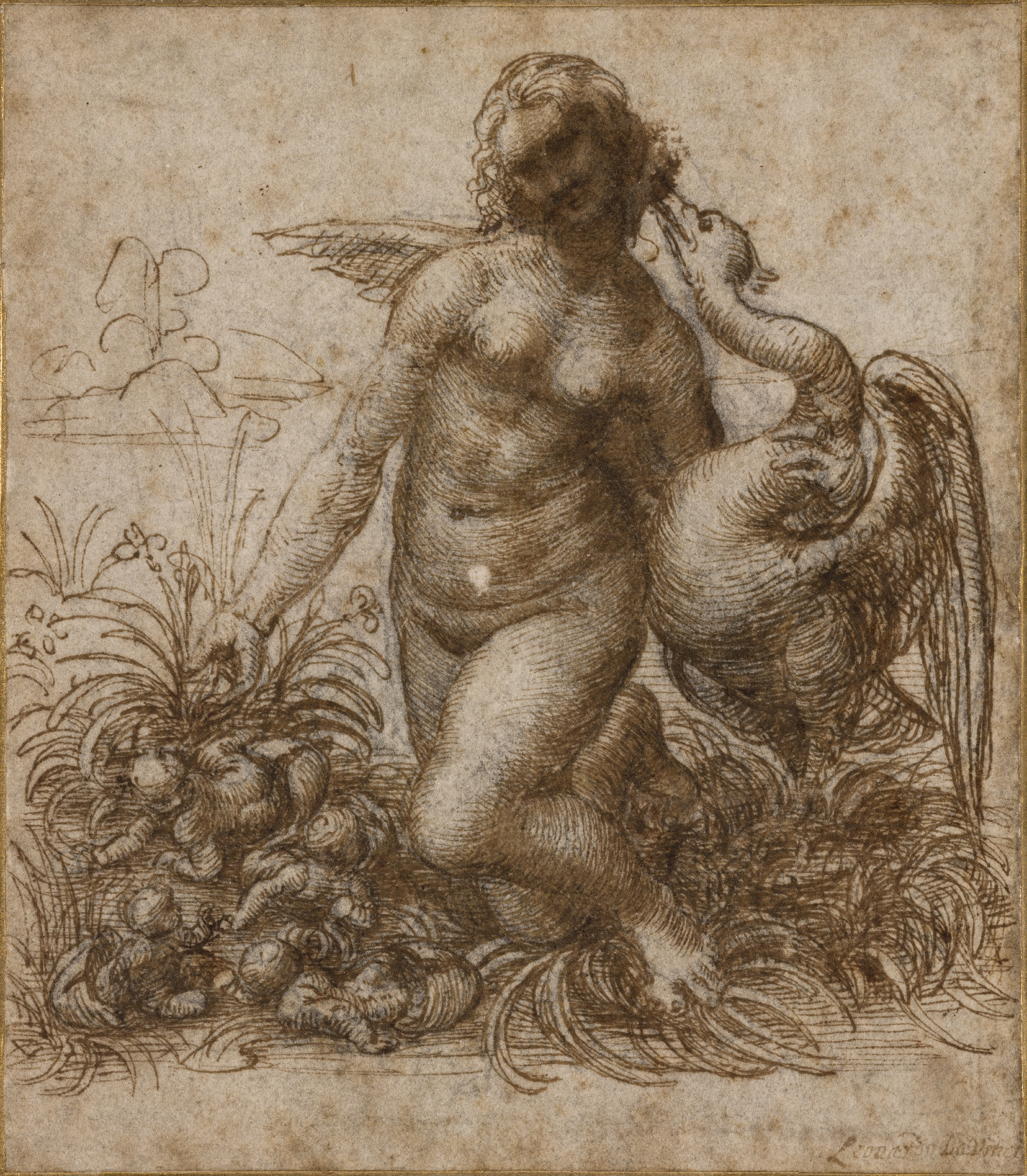
Léonard de Vinci, Étude pour Léda agenouillée, dessin.
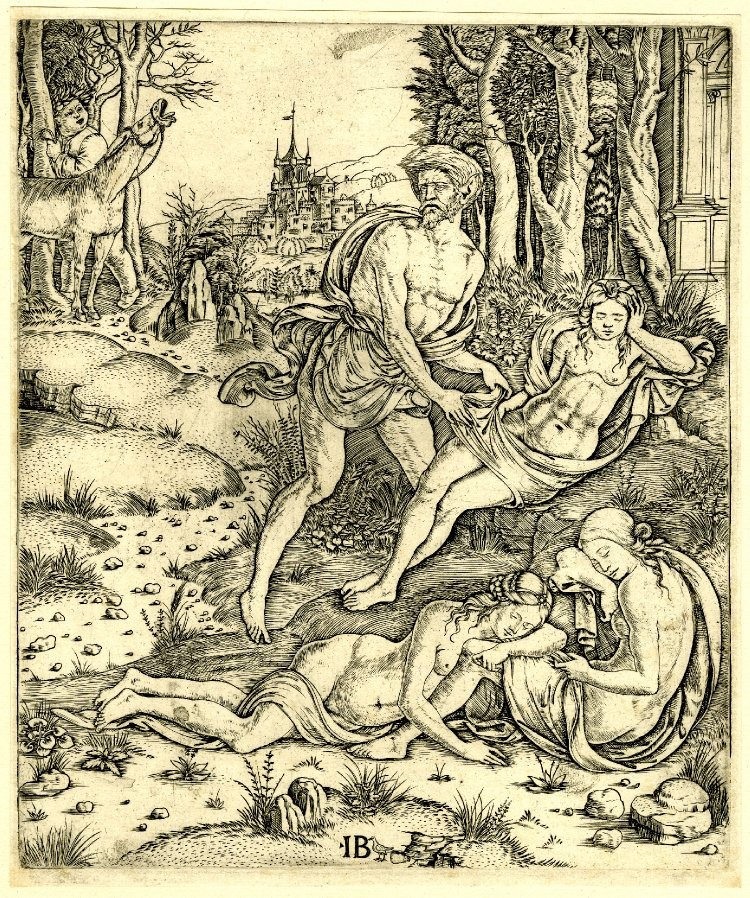
Priape et Lotis, gravure.